# 藍牙檔案交換程式
藍牙檔案交換程式（英語：Bluetooth File Exchange）是macOS自带的实用软件，它能让电脑与支持蓝牙的设备交换文件。例如，它能将照片传送至支持蓝牙的手机或者接受从PDA传送来的图片及其他文件。
在Tiger（OS X 10.4.6）中，Bluetooth檔案交換程式支持:
- 接收文件
- 传送文件
- 建立远程文件夹
- 用双击来浏览文件

## 不足
- 不能传输文件夹
- 不能远程移动文件
- 不能识别一些键盘上用来打开文件的快捷键，比如cmd-↓
- 不能提供AppleScript界面

## 预设项
一个预设的按键（cmd-,）被用来运行这个软件，使用者能:
- 浏览（选择并且查看远程设备中的目录）
- 传送文件（默认）
- 什么都不做